# Gimnazjum św. Jacka w Krakowie

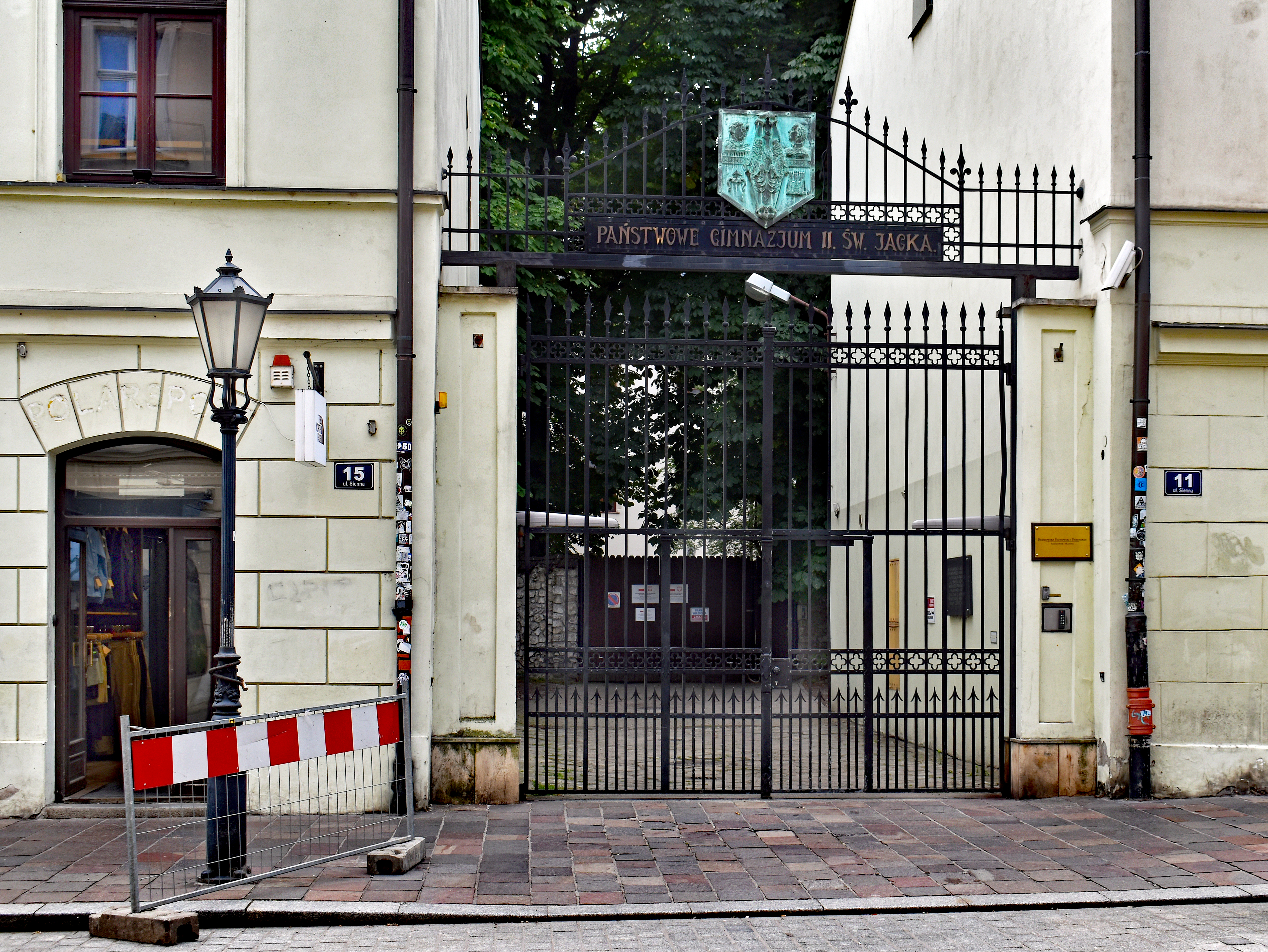
Brama wejściowa do szkoły
Kraków, ul. Sienna 13

Gimnazjum św. Jacka – szkoła średnia tzw. klasyczna z łaciną i greką jako przedmiotami nauczania i przedmiotami maturalnymi, istniejąca w Krakowie w latach 1857–1950.

## Historia
- od września 1858 – czteroletnie gimnazjum niższe z językiem niemieckim jako wykładowym
- od 1861 – szkoła polska
- do 1866 mieściła się w budynku przy ul. Kanoniczej 18, następnie przeniesiona została do budynków przy ul. Siennej 13 zajętych na ten cel zakonowi oo. Dominikanów.
- w 1868 – przekształcone w gimnazjum 8.klasowe, zwane odtąd II Gimnazjum
- w 1876 uzyskuje tytuł Cesarsko-Królewskie II Gimnazjum św. Jacka
- 1902 – powstała filia przy ul. św. Sebastiana 10, późniejsze VII Państwowe Gimnazjum im. Adama Mickiewicza[1]
- 1 grudnia 1918 – grono nauczycielskie składa uroczyste ślubowanie „wierności i posłuszeństwa Państwu polskiemu”
- zarządzeniem Ministra Wyznań Religijnych i Oświecenia Publicznego z 1937 zostało utworzone  „II Państwowe Liceum i Gimnazjum im. św. Jacka w Krakowie” (państwowa szkoła średnią ogólnokształcąca, złożoną z czteroletniego gimnazjum i dwuletniego liceum), po wejściu w życie tzw. reformy jędrzejewiczowskiej szkoła miała charakter męski, a wydział liceum ogólnokształcącego był prowadzony w typie klasycznym[2]. Pod koniec lat 30. szkoła funkcjonowała pod adresem ulicy Siennej 11/13[2].
- 1950 – ostatnia matura w Gimnazjum. Likwidacja szkoły po aresztowaniach części młodzieży i nauczycieli w sierpniu 1950[1]. Budynki zostają przekazane Szkole Gastronomicznej, archiwum i wyposażenie – zniszczone lub rozproszone, uczniowie klas przedmaturalnych przeniesieni do pozostałych szkół średnich.

## Dyrektorzy
- Antoni Bielikiewicz (1858-1872)
- Karol Brzeziński (p.o. dyrektora w 1873)
- Franciszek Szynglarski (1873-1875)
- Karol Brzeziński (p.o. dyrektora w 1875-1876)
- Teodor Stahlberger (1875-1895)
- Tadeusz Skuba (1895-1904)
- Józef Kanenberg (p.o. dyrektora w 1904)
- Stanisław Bednarski (1905-1924)
- Franciszek Ksawery Okrzański (1925-1933)
- Juliusz Kydryński (1933-1937)
- Tadeusz Birczyński (p.o. dyrektora 1937)
- Stanisław Szeligiewicz (1938-1939)
- Tadeusz Birczyński (p.o. dyrektora 1939)
- Roman Jabłoński (1945-1950)
- Tadeusz Birczyński (p.o. dyrektora 1950)[3]
- Franciszek Ksawery Kuś (1 I 1925 –)[4]

## Nauczyciele
- Emanuel Bujak (1899-1903)
- Edward Charkewycz (1889-1892)[5]
- Józef Kannenberg[6]
- Władysław Kulczyński („historii naturalnej”, czyli przyrody)
- August Mroczkowski (do 1883)[7]
- Karol Petelenz (do 1888)[8]
- Bronisław Piątkiewicz (matematyki i fizyki)
- Józef Reiss (geografii i historii)
- Feliks Bednarski (religia)
- Roman Vimpeller (1863-1865)
- Franciszek Vogl

## Absolwenci i uczniowie
w nawiasie podano rok zdania egzaminu dojrzałości.

- Tadeusz Abłamowicz – oficer (1902)
- Leon Barański – ekonomista, bankier, dyrektor Banku Światowego (1913)
- Władysław Bartoszyński – oficer, lekarz (1909)
- Gustaw Baumfeld – oficer, pisarz (1899)
- Adolf Beck – lekarz
- Tadeusz Białoszczyński – aktor
- Maciej Biesiadecki – prawnik, dyplomata (1882)
- Jan Błoński – historyk literatury
- Rudolf Brandys – oficer (1914)
- Józef Brzeziński – kanonista (1873)
- Antoni Chmurski - doktor praw, konstytucjonalista (1895)
- Jan Chudzicki – oficer (1912)
- Roman Cieszyński – oficer (1909)
- Jan Cudek – oficer, piłkarz, działacz sportowy (1910)
- Marcin Czermiński SJ – pisarz, redaktor, misjolog
- Jan Czubek – bibliotekoznawca (1869)
- Karol Dawidowski – pedagog (1900)
- Kazimierz Dobrowolski – socjolog (1912)
- Jerzy Ferek-Błeszyński – legionista, generał tytularny (1907)
- Atanazy Fic – archeolog biblista, dominikanin (1917)
- Franciszek Fierich – prawnik, rektor UJ (1878)
- Stanisław Fischer – nauczyciel (1899)
- Tadeusz Franciszek Foryś – oficer (1917)
- Mieczysław Ganszer – żołnierz, prawnik (1909)
- Stanisław Gądek – major lekarz, kawaler Virtuti Militari (1907)
- Henryk Górecki – automatyk, profesor AGH[9]
- Marian Grabowski – oficer (1891)
- Tadeusz Hanausek – prawnik (1949)
- Jan Hoffman – pianista, pedagog (1924)
- Jan Hupka – prawnik
- Olgierd Jędrzejczyk – dziennikarz Gazety Krakowskiej
- Feliks Koneczny – historyk i historiozof (1883)
- Jan Konopnicki – pedagog, badacz szkolnictwa
- Bronisław Kopyciński – inżynier budownictwa, wykładowca Politechniki Krakowskiej(1925)
- Adam Krokiewicz – filolog klasyczny (1908)
- Stanisław Teofil Kurkiewicz – lekarz (1886)
- Stanisław Kuśmierczyk – wieloletni dyrektor Wierzynka (1948)
- Ludwik de Laveaux – generał (1911)
- Jerzy Lgocki – komendant Strażackiego Ruchu Oporu „Skała” (1913)
- Leo Lipski – pisarz
- Marian Luzar – ksiądz, naczelny kapelan ZHP (1914)
- Rafał Malczewski – malarz (1910)
- Zygmunt Marek – polityk, adwokat (1895)
- Ludwik Misky – malarz (1902)
- Marian Morelowski – historyk sztuki (1902)
- Stanisław Nowak – nauczyciel, polityk
- Adam Miodoński – nauczyciel (1880)
- Bronisław Obfidowicz – lekarz, oficer (1882)
- Władysław Orkan – pisarz
- Czesław Parczyński – oficer (1914)
- Józef Patkowski – fizyk (1907)
- Kazimierz Jan Piątek – legionista (1906)
- Stefan Piotrowski – astronom (1928)
- Adam Polewka – pisarz, polityk
- Józef Rafacz – historyk prawa, profesor Uniwersytetu Warszawskiego (1908)
- Ferdynand Rajchman – filozof (1936)
- Jan Michał Rozwadowski – językoznawca (1885)
- Zygmunt Rozwadowski – malarz, żołnierz
- Piotr Teodor Ryba – podpułkownik piechoty Wojska Polskiego
- Lucjan Rydel – poeta, pisarz (1888)
- Michał Marian Siedlecki – zoolog (1891)
- Aleksander Skibniewski – ziemianin, poseł
- Paweł Cyrus-Sobolewski – tytularny generał dywizji
- Kazimierz Sosnowski – nauczyciel (1896)
- Stanisław Ryszard Stande – poeta (1916)
- Ludwik Stasiak – malarz (1879)
- Kazimierz Szewczyk – rektor Politechniki Krakowskiej (1948)
- Alfons Thoman – podpułkownik Wojska Polskiego (1904)
- Mieczysław Trajdos – adwokat, działacz Stronnictwa Narodowego (1908)
- Narcyz Turchan – duchowny, męczennik i błogosławiony
- Tadeusz Ulewicz – historyk literatury, profesor UJ (1935)
- Józef Wierzyński – nauczyciel, żołnierz
- Kazimierz Wyderko – oficer (1914)
- Henryk Vogler – pisarz
- Józef Zachara – nauczyciel (1899)

## Tradycje
Do tradycji Gimnazjum św. Jacka nawiązuje VI LO im. Adama Mickiewicza w Krakowie, które powstało jako filia Gimnazjum św. Jacka. Mieściło się ono w budynku przy ul. Kanoniczej, a w latach 90. zostało przeniesione do budynku przy ul. Wąskiej. Natomiast do budynku na Kanoniczej powróciło seminarium Dominikanów. W tym samym budynku na Kanoniczej w latach 50 mieściło się liceum pedagogiczne im. Jotejki.
Na początku XXI wieku w Krakowie działało przez kilka lat Liceum Ogólnokształcące św. Jacka (założone przez Fundację im. Świętego Jacka), które nawiązywało do tradycji dawnego gimnazjum. Szkoła ta uległa rozwiązaniu z przyczyn finansowych.
Środowisko wychowanków Gimnazjum i Liceum św. Jacka aktywnie kultywuje tradycje: dwa razy w roku organizowane są spotkania środowiska, wydawana była również gazetka (dwa razy w roku).